# J. Massey Rhind
John Massey Rhind (9 de julio de 1860 - 1936) fue un escultor escocés-estadounidense. Entre las obras más conocidas de Rhind se encuentra la estatua de mármol del Dr. Crawford W. Long ubicada en la Colección National Statuary Hall en Washington D. C. (1926).

## Primeros años
Nacido en Edimburgo, Rhind comenzó sus estudios de arte bajo la tutela de su padre John Rhind, un escultor respetado y exitoso en el burgo real. Estudió en la Royal Scottish Academy y continuó su educación con Jules Dalou, quien en ese momento vivía y enseñaba en Lambeth, Inglaterra. Luego se mudó a París para continuar su educación durante dos años más. Al completar su formación, consideró mudarse a los Estados Unidos, pero su padre le advirtió que no lo hiciera porque "no hay arte escultórico en Estados Unidos... Te morirás de hambre".
En 1885 estableció un estudio con su hermano mayor, William Birnie Rhind, en el 217 de West George Street, en Glasgow, pero su hermano se trasladó de nuevo a Edimburgo dos años después. A los 29 años, J. Massey Rhind emigró finalmente a Estados Unidos en 1889 y se instaló en la ciudad de Nueva York. En 1899, Rhind montó un estudio y un patio de esculturas y comenzó a residir en Closter.

## Carrera profesional
En febrero de 1890 murió John Jacob Astor III y poco después se convocó un concurso para crear tres conjuntos de puertas de bronce dedicadas a él para la iglesia de la Trinidad de Nueva York. Rhind se presentó al concurso y, junto con Charles Niehaus y Karl Bitter, obtuvo uno de los conjuntos de puertas. Después de este éxito, nunca le faltó trabajo y generaría un gran número de monumentos públicos y proyectos arquitectónicos. Sin embargo, Rhind aún encontró tiempo para realizar piezas privadas más pequeñas, como un busto de Theodore Roosevelt.

### Campo de batalla de Gettysburg
- Alexander S. Webb, 1915
- Abner Doubleday, 1917
- John Cleveland Robinson, 1917
- Francis C. Barlow, 1922

### Monumentos públicos

#### WashingtonD.C.

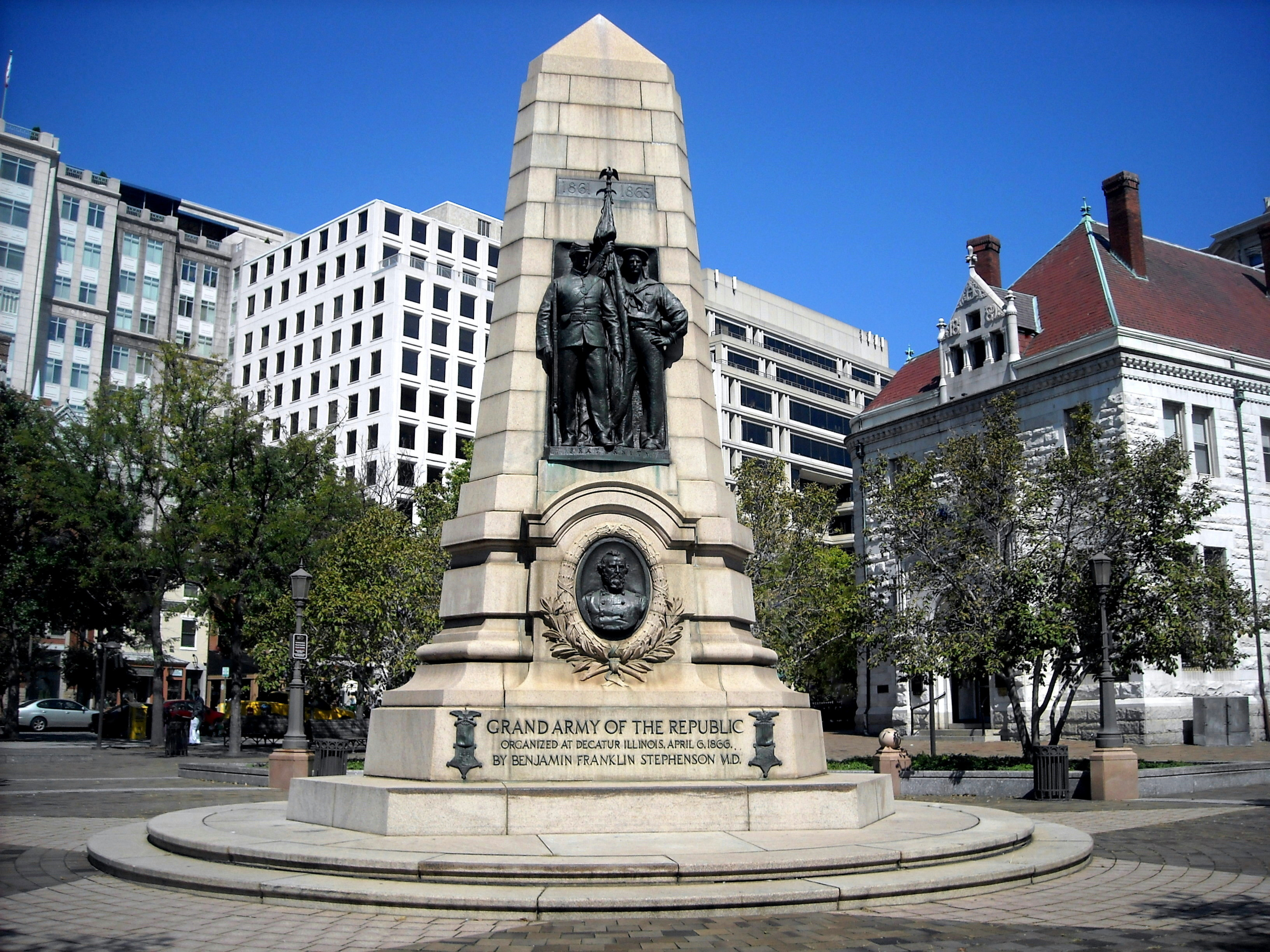
Monumento conmemorativo al Gran Ejército de la República de Stephenson en Washington D. C.
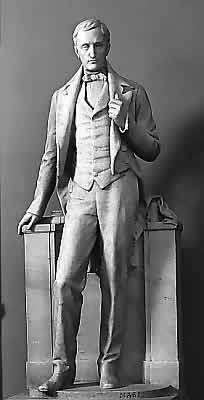
Estatua de mármol del Dr. Crawford W. Long en la Colección National Statuary Hall en Washington DC (1926)

#### Nueva Escocia

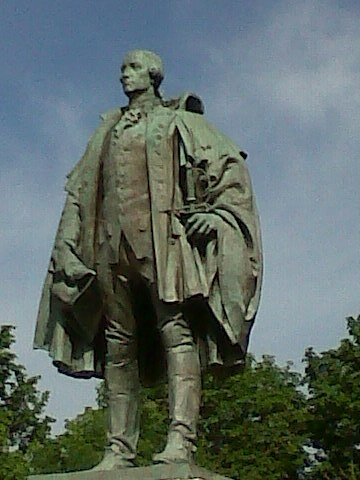
Edward Cornwallis, Halifax, Nueva Escocia
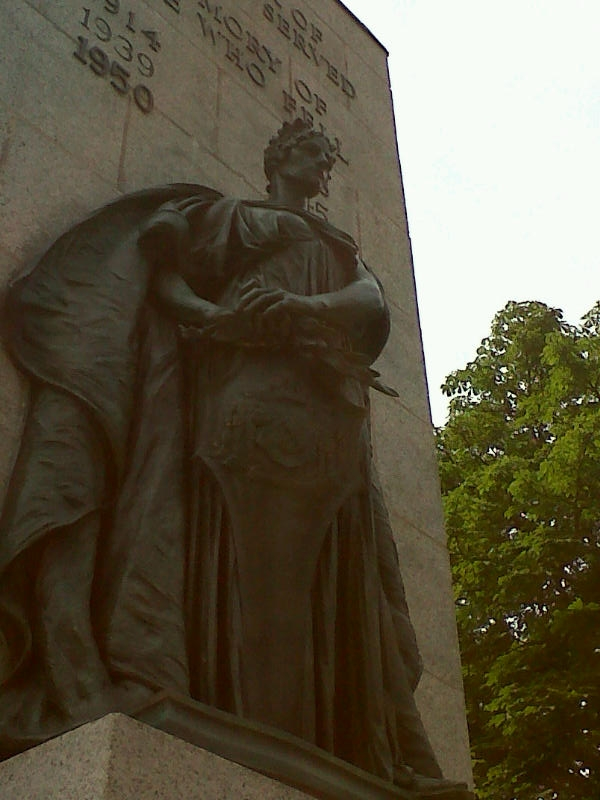
Britannia, Grand Parade, Nueva Escocia
Soldado de las tierras altas de Nueva Escocia , Chester, Nueva Escocia
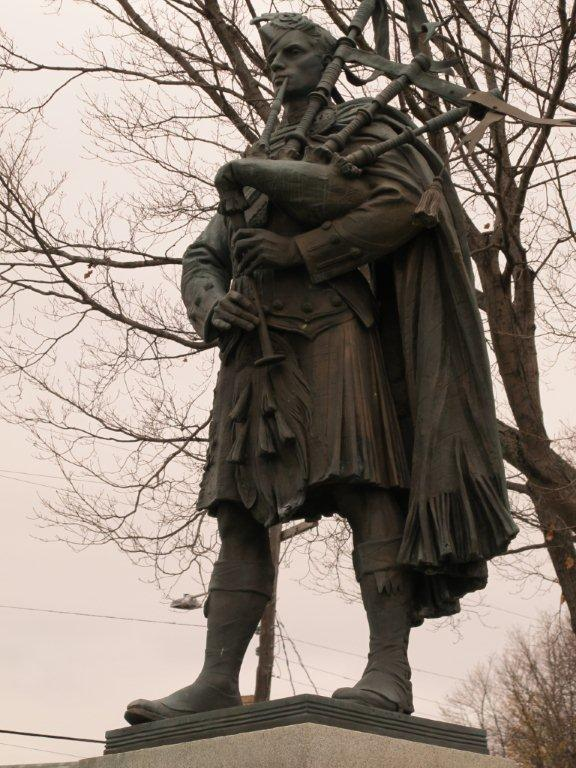
Soldado de las tierras altas, New Glasgow, Nueva Escocia

#### Nueva York y Nueva Jersey

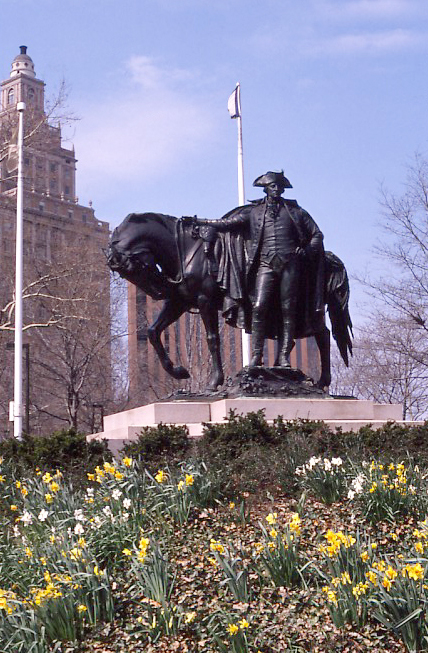
General George Washington Washington Park Newark, New Jersey
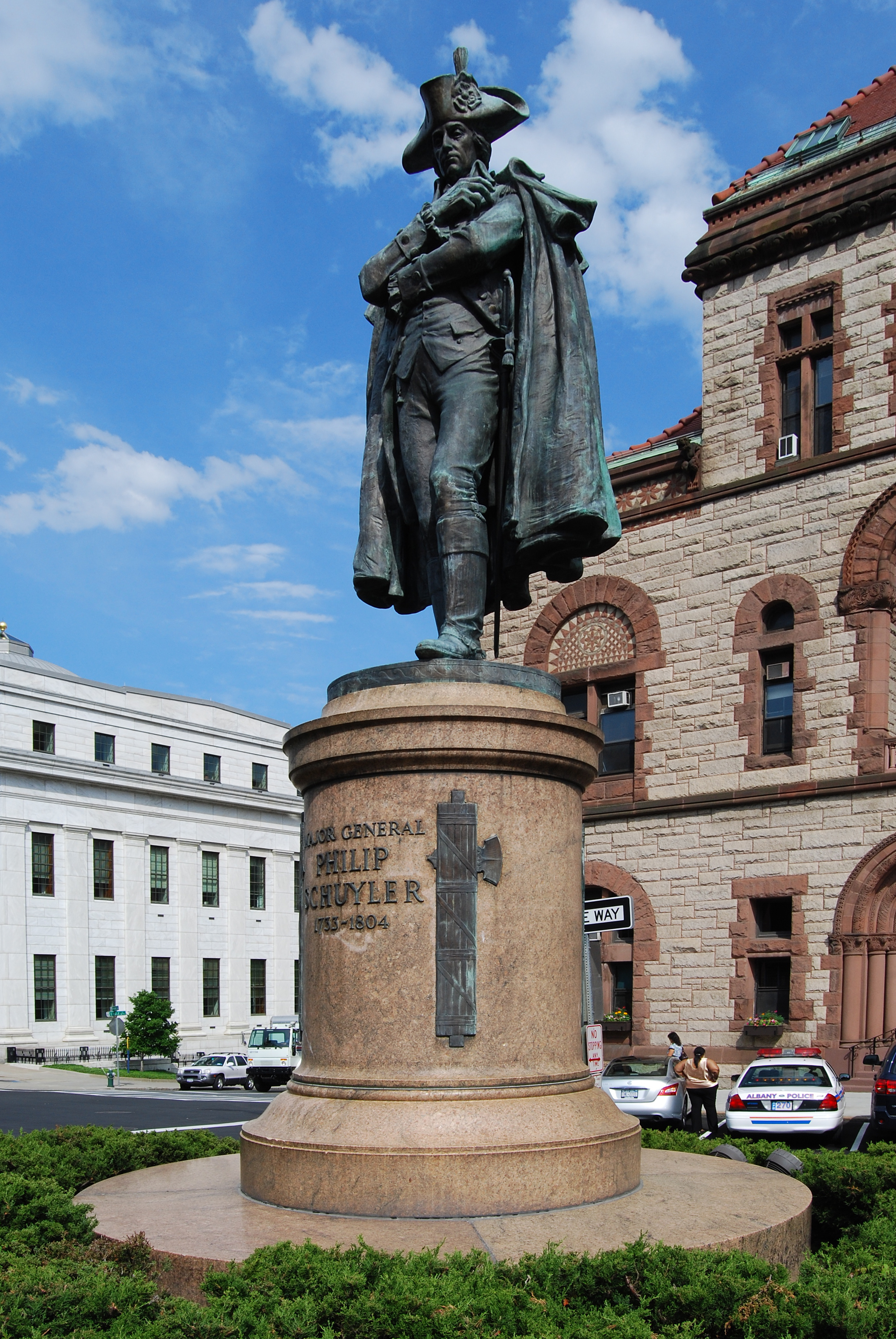
Philip Schuyler Albany, New York

#### Otros

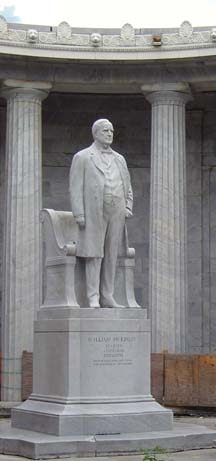
Monumento Nacional al lugar de nacimiento de McKinley, Niles

- GIRARD, Stephen: estatua en el Museo de Arte de Filadelfia, Pensilvania
- WANAMAKER, John: Estatua en el Ayuntamiento (plaza este) en Filadelfia, Pensilvania
- Guerrero Lanape, Wissahickon Creek, Filadelfia, Pensilvania 1902
- Monumento a los soldados y marineros de la guerra civil en Franklin Parkway en Filadelfia, Pensilvania
- Monumento a John C.Calhoun, Charleston, 1896
- Monumento a George Clinton, Kingston, 1898 (originalmente en la ciudad de Nueva York[6] )
- Monumento a Henry Hudson, Kingston, 1898 (originalmente en la ciudad de Nueva York[6] )
- Monumento a James Wolfe, Calgary, Alberta, 1898 (originalmente en la ciudad de Nueva York[6] )
- Monumento a Peter Stuyvesant
Kingston, 1898 (originalmente en la ciudad de Nueva York[6])
Bergen Square, Jersey City, 1913[7]
- Monumento a Robert Burns, Barre, Vermont, 1899
Pittsburgh, Pensilvania, 1914
Siracusa, 1914
Newark, 1914
- Monumento a William T.Sherman, Muskegon, 1900
- Ulysses S. Grant Memorial, Muskegon, 1900
- Estatuas de Samuel Colt, Colt Park, Hartford, 1902–06
- Alexander Skene, Grand Army Plaza, Brooklyn, NY 1905
- Monumento conmemorativo al Gran Ejército de la República de Stephenson, Washington, D. C., 1909
- George Washington, Newark, 1914
- Bartolomeo Colleoni, reproducción de la escultura ecuestre de Andrea del Verrocchio, Newark, 1914
- Monumento Nacional al Lugar de Nacimiento de McKinley, Niles, 1917
- Soldado de las Tierras Altas de Nueva Escocia, Cenotafio, Chester, Nueva Escocia, 1922[8]
- Philip Schuyler, Albany, 1925
- Britannia, Cenotafio, Grand Parade, Nueva Escocia, 1929
- Soldado de las Tierras Altas de Nueva Escocia, Cenotafio, Nueva Glasgow, Nueva Escocia, 1929[9]
- Edward Cornwallis, Nueva Escocia, 1931

### Fuentes

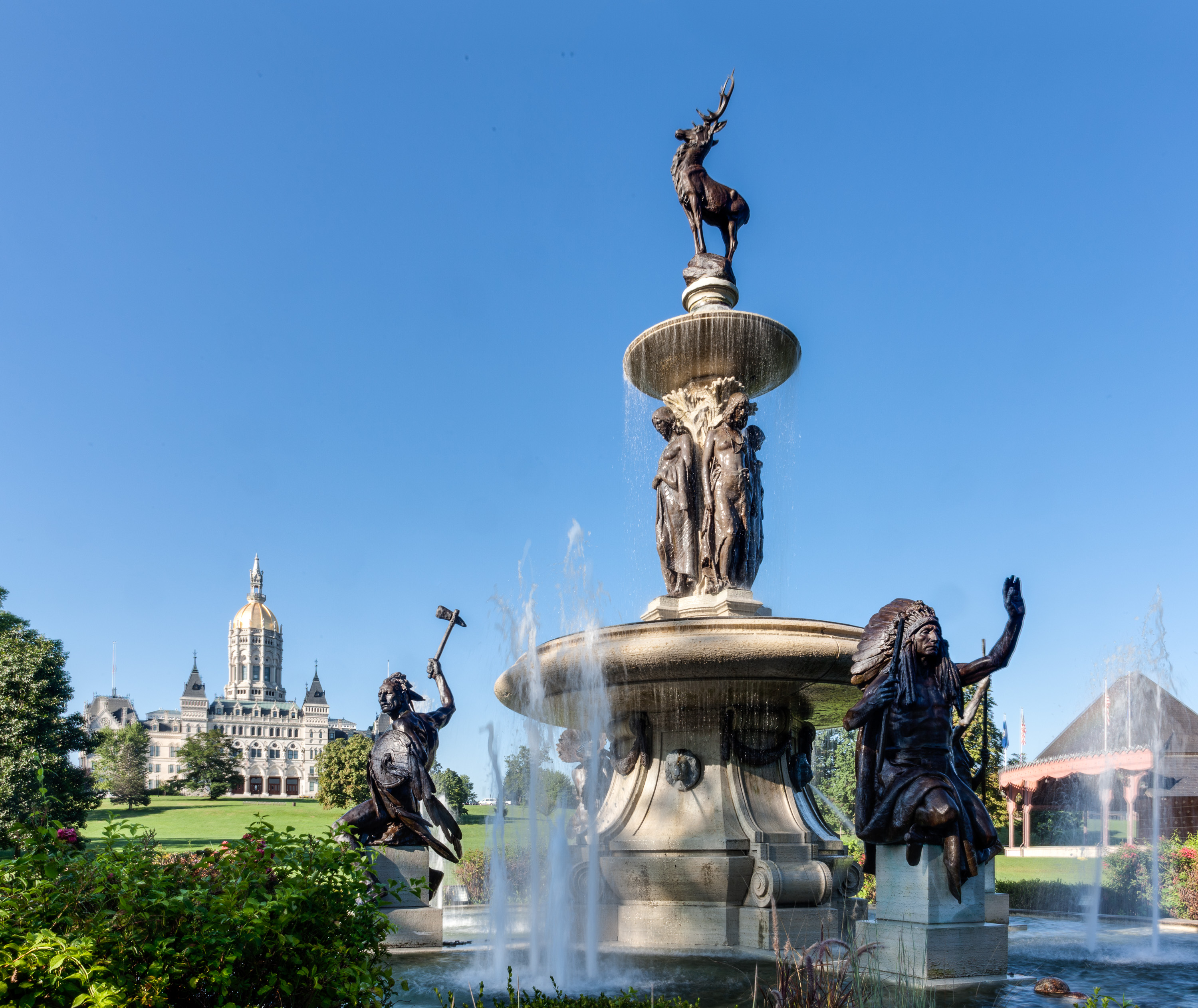
Fuente de Corning, Bushnell Park, Hartford Connecticut.

### Escultura arquitectónica

#### Palacio de Justicia del Condado de New Haven
- Palacio de Justicia del Condado de New Haven, New Haven, 1914 (Arquitectos: William Allen y Richard Williams), frente a New Haven Green.

#### Palacio de Justicia del Condado de Shelby
- Palacio de Justicia del Condado de Shelby, Memphis, Tennessee, 1906-1909 (arquitectos, James Gamble Rogers y HD Hale )

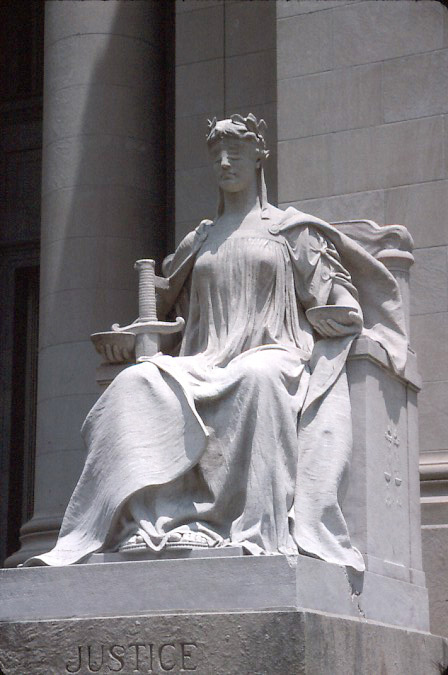
Justicia
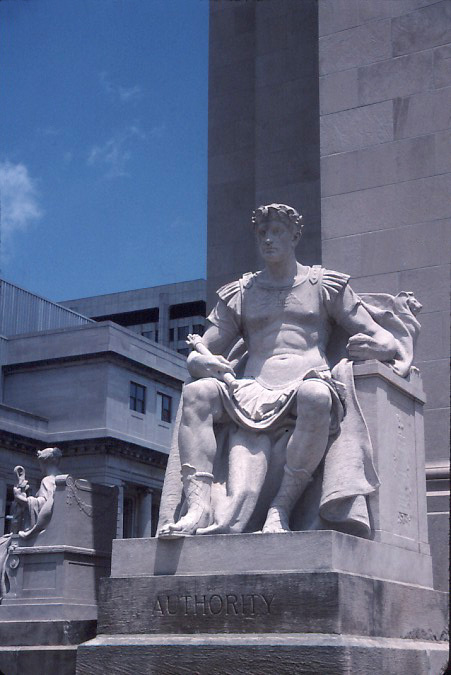
Autoridad
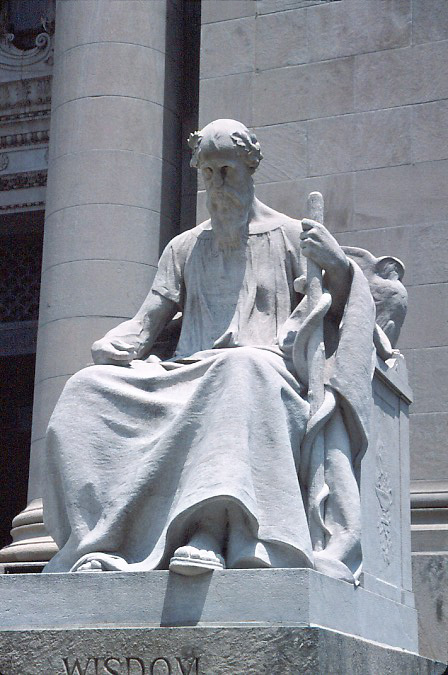
Sabiduría

#### Detroit

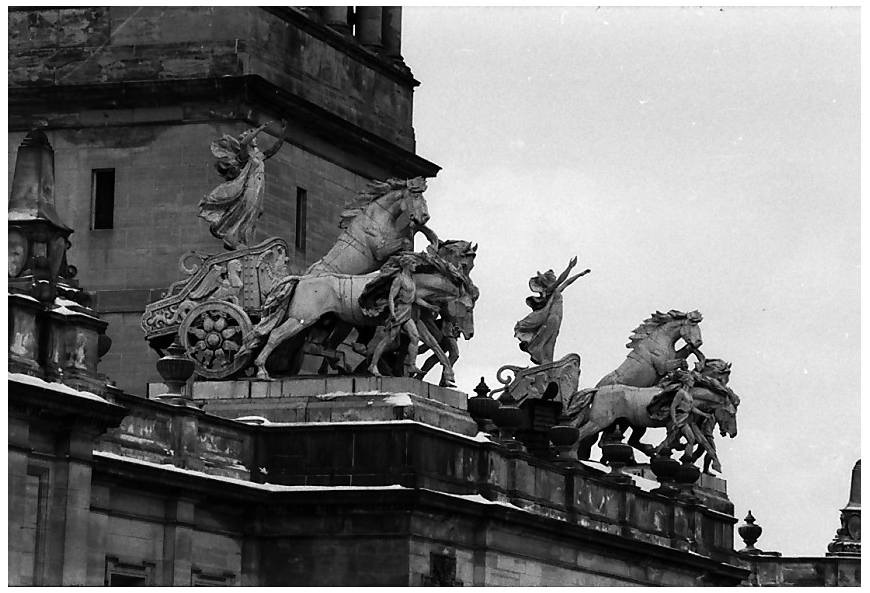
Wayne County Building Detroit
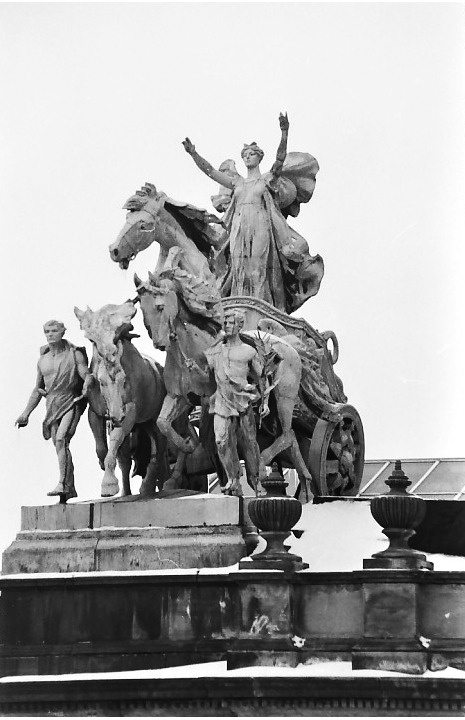
Wayne County Building Detroit
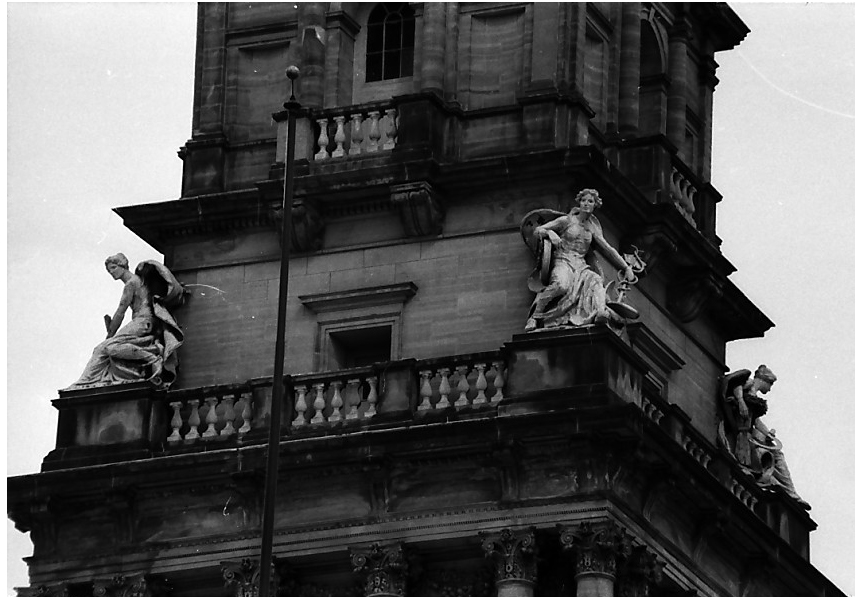
Wayne County Building Detroit

#### Otros

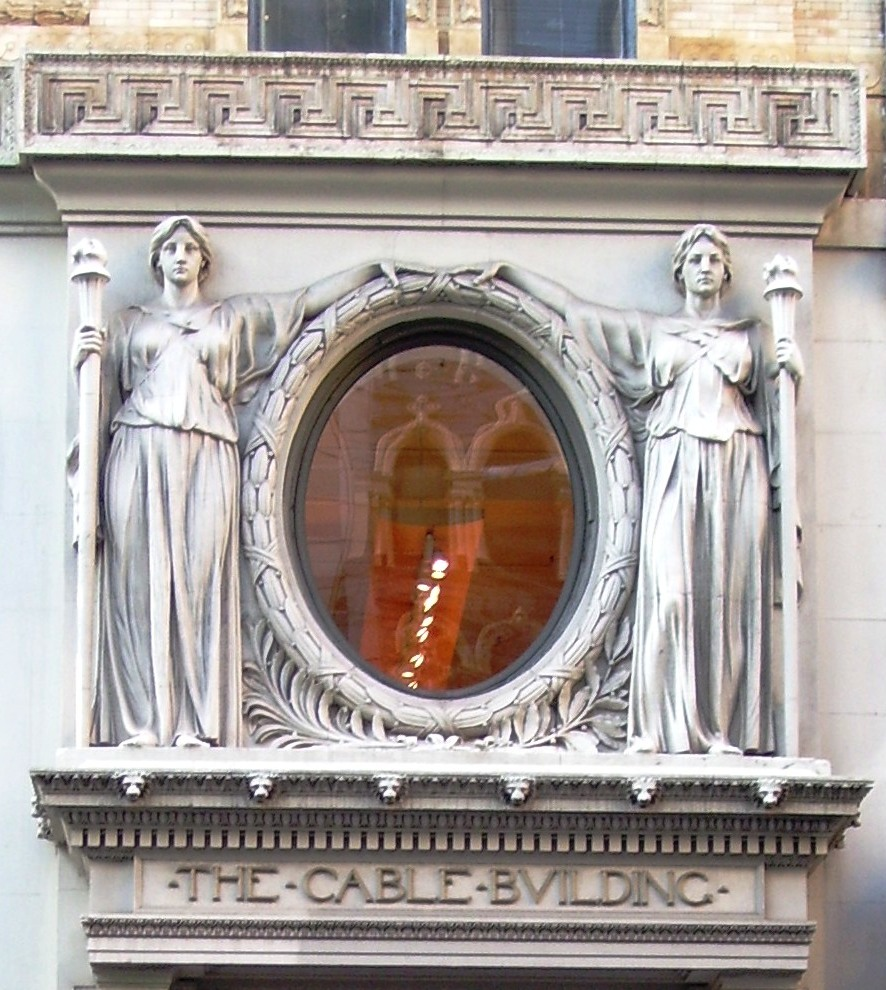
The Cable Building (Nueva York)
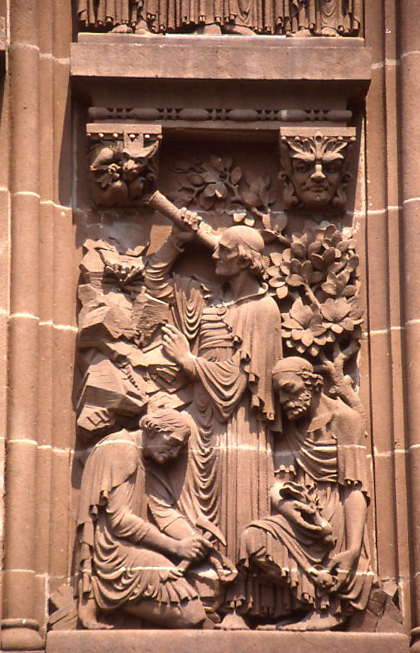
Escultura de Alexander Hall, 1892, Universidad de Princeton
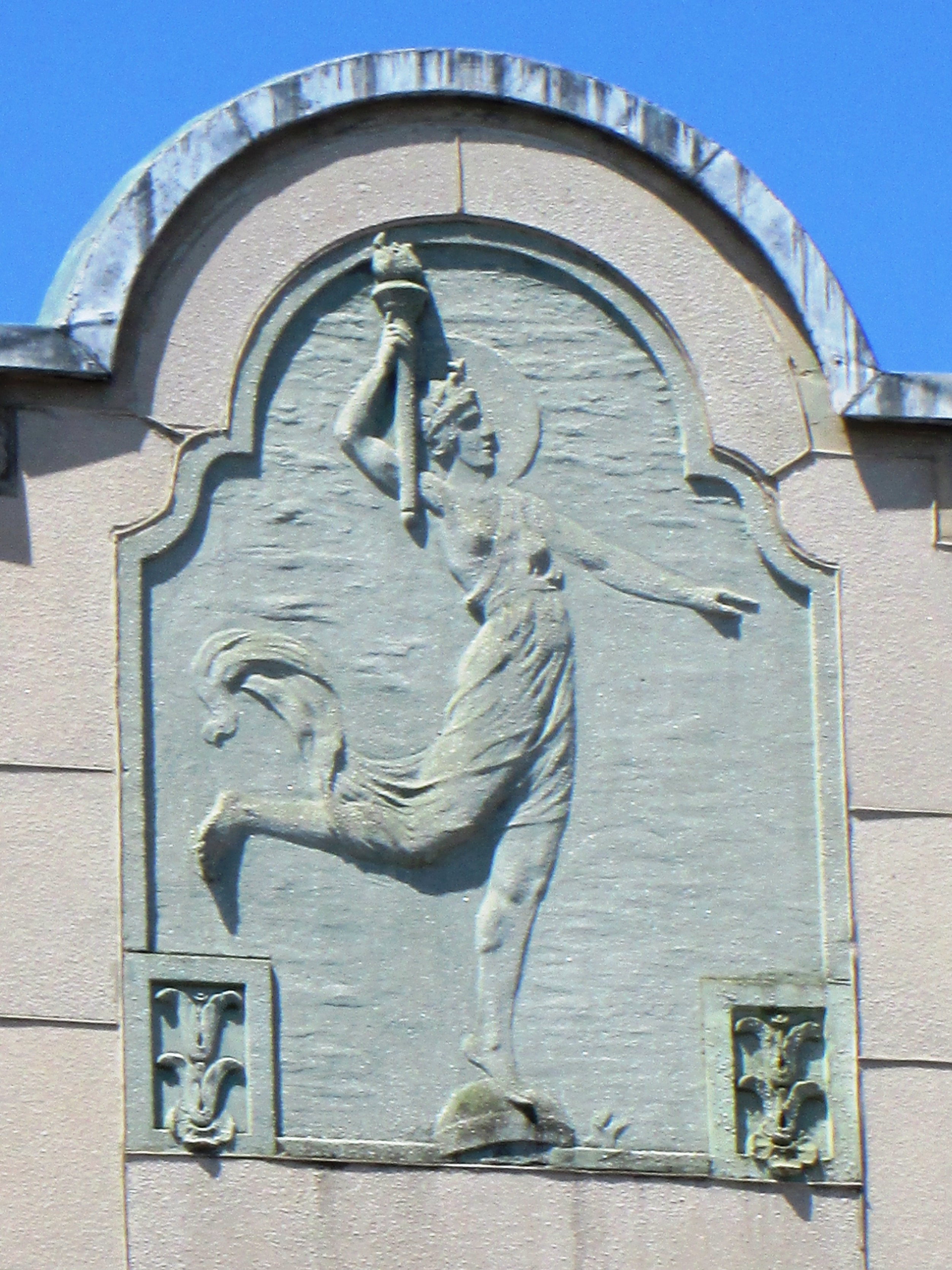
"Progreso iluminando el camino para el comercio", diseñado para Montgomery Ward

- Alexander Memorial Hall, Universidad de Princeton, Princeton, 1892
- The Cable Building, 611 Broadway en Houston Street, 1894
- American Surety Building (ahora Bank of Tokyo), 100 Broadway, figuras en el tercer piso, 1895 (Arquitecto: Bruce Price )
- Astor Memorial Doors, Trinity Church, 1896
- East Pyne, Universidad de Princeton, Princeton, 1896
- "Victoria" y "Paz", Grant's Tomb, 1897
- Cariátides de Macy's, Macy's Department Store Building, 1901
- "Victoria" y "Progreso", cuadrigas (pero con tres caballos en lugar de cuatro), edificio del condado de Wayne, Detroit, 1904
- Palacio de justicia y oficina de correos de los Estados Unidos, Indianápolis, Indiana, 1904
- Palacio de Justicia del Condado de Shelby, Memphis, Tennessee, 1906-1909
- Edificio federal, Providence, Rhode Island, 1908
- Instituto de arte americano "Apollo" y "Minerva" Butler, Youngstown